# إلى بيروت الأنثى مع حبي
إلى بيروت الأنثى مع حبّي، مجموعة شعرية من مؤلفات الشاعر العربي السوري نزار قباني، صدرت في عام 1978، عن منشورات نزار قباني في بيروت، لبنان.